# Jim Mooney (baloncestista)
James J. "Jim" Mooney (Philadelphia, 8 de julio de 1930 – Upland (Pensilvania), 29 de octubre de 2015) fue un jugador de baloncesto estadounidense que disputó una temporada en la NBA. Con 1,96 metros de estatura, jugaba en la posición de alero.

## Trayectoria deportiva

### Universidad
Jugó durante tres temporadas con los Wildcats de la Universidad de Villanova, siendo en la actualidad el sexto jugador con más rebotes de la historia del equipo, con 1.010, y manteniendo el mejor récord entre los sophomores en una temporada, con 14,7 por partido, sólo superado en el total por Howard Porter.

### Profesional
Fichó mediada la temporada 1952-53 por los Philadelphia Warriors, con los que llegó a disputar 18 partidos, en los que promedió 7,5 puntos, 3,9 rebotes y 1,9 asistencias.

## Estadísticas de su carrera en la NBA

### Temporada regular
| Temporada | Edad | Equipo                | Liga | Pos. | P  | TIT | MIN  | TC  | TCA | %TC  | 3P | 3PA | %3P | TL  | TLA | %TL  | R.OF. | R.DEF. | REB | ASIS | ROB | TAP | PER | FP  | PTS |
| 1952-53   | 22   | Philadelphia Warriors | NBA  | SF   | 18 |     | 29.4 | 3.0 | 8.2 | .365 |    |     |     | 1.5 | 2.2 | .675 |       |        | 3.9 | 1.9  |     |     |     | 2.8 | 7.5 |
| Total     |      |                       | NBA  |      | 18 |     | 29.4 | 3.0 | 8.2 | .365 |    |     |     | 1.5 | 2.2 | .675 |       |        | 3.9 | 1.9  |     |     |     | 2.8 | 7.5 |